# Franz Anton Dürr
Franz Anton Dürr (* 1699; † 19. Januar 1781 in Baden-Baden) war ein badischer Unternehmer.
Dürr war Ankerwirt in Rastatt, Gründer der Glashütte Herrenwies (1732–1778) und des Hundsbacher Akkordes und somit Begründer der heutigen Ortschaften Herrenwies, Hundsbach und Erbersbronn. Später wurde er zum Markgräflichen Kommerzienrat und Kammerrat ernannt. Angeblich durch Bestechung erhielt er den Vorzug vor Hans Georg Greiner (Hörden) und Christian Repp und gründete auf der Herren-Wiese eine Glashütte mit zehn Ofen-Werkstätten mit Dürr als Obermeister. Mitmeister waren Johannes Sigwarth und Joseph Müller, welche wie üblich auf eigene Rechnung arbeiteten. Lediglich der Betrieb des Ofens wurde gemeinsam finanziert.

## Chronologie des wirtschaftlichen Lebens Dürrs
- 1732 Gründung der Glashütte Herrenwies mit 8 Anteilen (1 Anteil Johannes Siegwart 1 Anteil Joseph Müller) und Sägemühle
- 1743 Mühle (bis 1784)
- 1745 Hundsbacher Akkord 1745
- 1753 Pachtvertrag Eisenwerk Rotenfels (bis 1770)[2]
- 1754 Mitglied der Murgschifferschaft
- 1758 Anschluss an die Murg-Companie (4 Teile von 48)
- 1766 Glashüttenakkord mit Sigwarth und Müller über 12 Jahre
- 1771 Verkauf der Anteile (8 von 10 Ofen-Werkstätten) an Matthäus Gauß
- 1775 Verkauf des Anteils des Joseph Müller an Anton Mayer
- 1778 Glashüttenbetrieb eingestellt
- 1780 Bewertung der Gebäude durch Bauinspektor Franz Ignaz Krohmer